# Franciszek Kuhschmalz
Franciszek Kuhschmalz (zm. 10 czerwca 1457 we Wrocławiu) – biskup warmiński, następnie biskup pomocniczy wrocławski.

## Życiorys
Urodził się pod koniec XIV wieku w Reszlu lub Ramtach koło Reszla; prawdopodobnie jego rodzina pochodziła ze Śląska. Studiował w Lipsku (1410 bakałarz sztuk), Pradze (1412 magister praw) i Wiedniu (1414 lub 1415 doktor praw).
Przez wiele lat współpracował z zakonem krzyżackim. W 1422 reprezentował zakon na rokowaniach z Polską; był wysłannikiem krzyżackim na sobory w Konstancji (1417) i w Bazylei (1435). Pełnił funkcję sekretarza wielkiego mistrza Michała Küchmeistera, później doradzał kolejnym mistrzom - Konradowi Erlichshausenowi i Ludwikowi Erlichshausenowi.
Gromadził jednocześnie prebendy kościelne, był od 1419 kanonikiem dorpackim, a od 1420 proboszczem kapituły warmińskiej. 8 lutego 1424 został wybrany biskupem warmińskim po śmierci Jana Abeziera; 8 kwietnia 1424 uzyskał zatwierdzenie papieskie. Brał udział w synodzie prowincji ryskiej, odprawionym w Elblągu (1427), przeprowadził także warmiński synod diecezjalny (1447). Mimo bliskich kontaktów z Krzyżakami, przeciwstawiał się obsadzaniu kanonii warmińskich duchownymi należącymi do zakonu.
W 1453 wraz z Henrykiem von Plauen reprezentował wielkiego mistrza na procesie cesarskim w Wiedniu, w którym przeciwko zakonowi występował Związek Pruski. Przebywał następnie na dworze wielkiego mistrza w Malborku, a po wybuchu wojny trzynastoletniej wyjechał do Wrocławia. Tam spełniał obowiązki biskupa pomocniczego. 
Na Warmii spotkał się z niechęcią - 25 lutego 1454 stany warmińskie formalnie wypowiedziały posłuszeństwo jego namiestnikowi, kanonikowi Wichardowi.
Po jego śmierci doszło do potrójnego wyboru biskupa. Kilku kanoników warmińskich wybrało Eneasza Sylwiusza Piccolominiego, który uzyskał zatwierdzenie papieskie; inni, ulegając wpływom odpowiednio króla Kazimierza Jagiellończyka i wielkiego mistrza, wybrali Jana Lutkowica z Brzezia i Arnolda Venrade. Oficjalnym następcą Kuhschmalza uznaje się Piccolominiego. 